# SBB HGe 4/4 I
Die HGe 4/4I ist eine gemischte Zahnrad- und Adhäsionslokomotive der Schweizerischen Bundesbahnen (SBB) für die meterspurige Brünigbahn, von der zwei Exemplare gebaut wurden. Die beiden Maschinen wurden vorwiegend auf der Bergstrecke Giswil–Meiringen eingesetzt. Für den Einsatz auf den im Adhäsionsbetrieb betriebenen Talstrecken nach Luzern und Interlaken Ost waren sie wegen ihrer geringen Höchstgeschwindigkeit von 50 km/h weniger geeignet. Wegen ihrer grossen Zugkraft bekamen sie vom Personal den Übernamen «Muni». Die Lokomotive mit der Nummer 1992 ist betriebsfähig erhalten geblieben.

## Bestellung
Für den stark zunehmenden Verkehr nach dem Zweiten Weltkrieg auf dem Brünig reichten die vorhandenen Gepäcktriebwagen Fhe 4/6 je länger desto weniger aus. Reisezüge mit über 120 Tonnen Anhängelast benötigten auf der Bergfahrt auf den Zahnstangenabschnitten drei Gepäcktriebwagen. Von den HGe 4/4 wurden auf der Zahnstange eine Anhängelast von 120 Tonnen bei 30 km/h gefordert, womit bei den meisten Zügen auf Vorspann verzichtet werden konnte. In allen anderen Fällen reichte ein Fhe 4/6 als Vorspann aus. Um eine möglichst hohe Zugkraft zu erhalten, wurde die Höchstgeschwindigkeit von nur 50 km/h in Kauf genommen.

## Technische Beschreibung

### Mechanischer Teil
Der kurze selbsttragende Wagenkasten zeigt gewisse Ähnlichkeiten mit dem der nahezu gleichzeitig bestellten Ae 6/6. Wie bereits bei den 20 Jahre älteren HGe 4/4 der Brig-Visp-Zermatt-Bahn (BVZ) erhielten die beiden Bergmaschinen einen gemischten Antrieb für Adhäsions- und Zahnradbetrieb. Triebradsatz und das auf dessen Achse drehbare Triebzahnrad sind starr gekuppelt, womit sich nur bei einem mittleren Triebraddurchmesser eine gleiche Drehzahl ergibt. Bei neuen oder abgenutzten Triebradreifen ergibt sich Schlupf, was man bei der Projektierung der zugkräftigen Maschinen unterschätzte. Die HGe 4/4 besitzen eine Widerstandsbremse und wie bei Zahnradtriebfahrzeugen üblich eine automatische Druckluftbremse, eine Rangierbremse, eine als Bandbremse wirkende direkte Druckluftbremse und eine als Feststellbremse dienende Handbremse.

### Elektrischer Teil

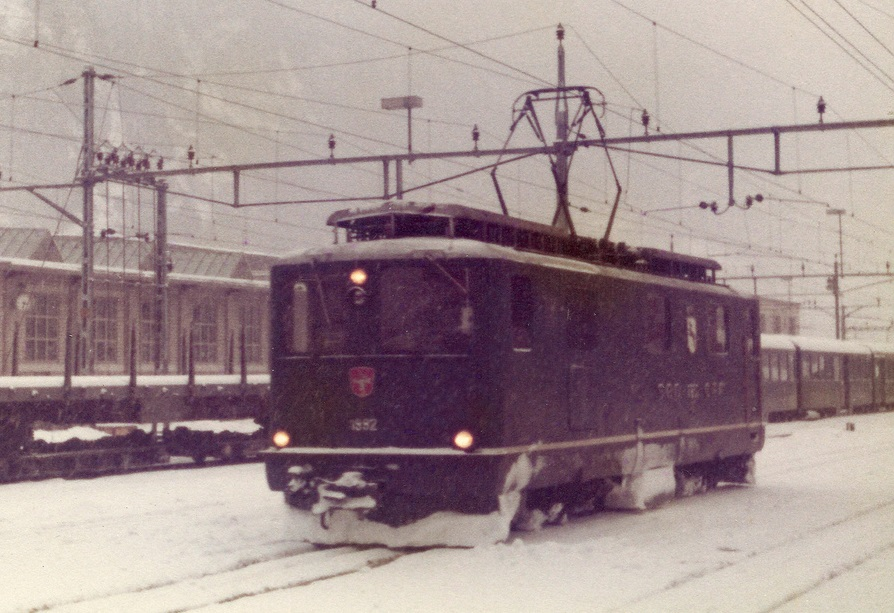
HGe 4/4 1992 in Meiringen

Der Stromabnehmer wurde in der Mitte des kurzen Wagenkastens montiert, davor und dahinter befinden sich die fremdbelüfteten Bremswiderstände. Der Drucklufthauptschalter ist im Maschinenraum unter dem Dach, der Transformator in der Lokomotivmitte angeordnet. Der am Transformator angebaute BBC-Hochspannungsstufenschalter regelt die Fahrspannung für die vier Tatzlager-Fahrmotoren in 19 Stufen. Die Widerstandsbremse ist fahrdrahtunabhängig und kann in 15 Stufen sowie zusätzlich mit einer Feinregulierung bedient werden. Die Heizleitung wird wegen des Wagenübergangs auf die benachbarten Berner Oberland-Bahn wie bei anderen Brünigbahnfahrzeugen mit 1500 Volt betrieben.

## Betrieb

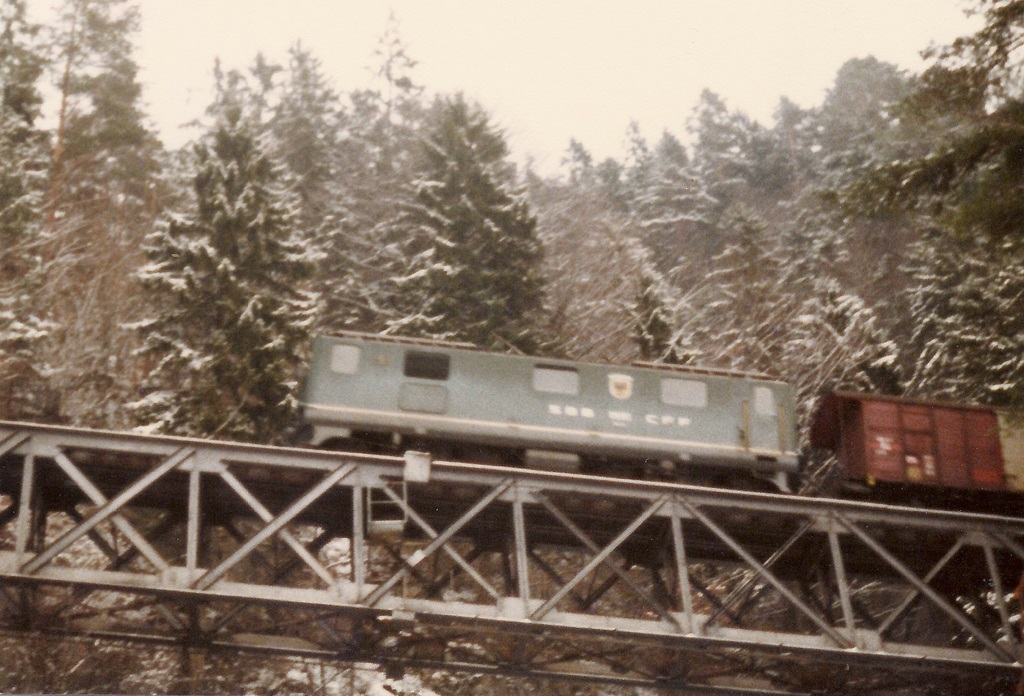
HGe 4/4 1991 mit einem Güterzug auf der Husenbachbrücke

Die ursprünglich als HG 4/4 bezeichneten Maschinen wurden 1954 abgeliefert und leisteten 1957 täglich je 210 Kilometer. Die planmässigen Tagesleistungen gingen ab 1970 auf rund 160 Kilometer zurück. Die robusten Lokomotiven waren zuverlässig, solange die gekuppelten Adhäsions- und Zahnradantriebe durchhielten – die jedoch bei der BVZ, der Furka-Oberalp-Bahn und später bei den BDeh 4/4 der Luzern-Stans-Engelberg-Bahn problemlos funktionierten. Die Antriebe hielten der hohen Leistung der HGe 4/4 I nicht stand und der Schlupf der Triebräder erzeugte Kräfte, die die Getriebe zerstörten und die Zahnstangen verschlissen. Oft standen die Maschinen monatelang still, bis die Werkstätte die Ersatzteile erhielt. Durch eine Verringerung der zulässigen Abnutzung der Radreifen wurden die Antriebsschäden in Grenzen gehalten, jedoch die Unterhaltungskosten erhöht.
1968 erhielt die Lokomotive Nummer 1991 der Namen Meiringen und die Nummer 1992 wurde auf Giswil getauft.
Nach der Ablieferung der HGe 4/4 II wurden die HGe 4/4 I nur noch wenig eingesetzt. Die 1991 wurde nach einem Fahrmotorschaden 1994 ausrangiert und dann abgebrochen. Die 1995 gegründete Brünig-Nostalgie-Bahn hat den anderen «Muni» (HGe 4/4 1992) erhalten und im Jahr 2014 betriebsfähig aufgearbeitet.